# 伊達桑折インターチェンジ

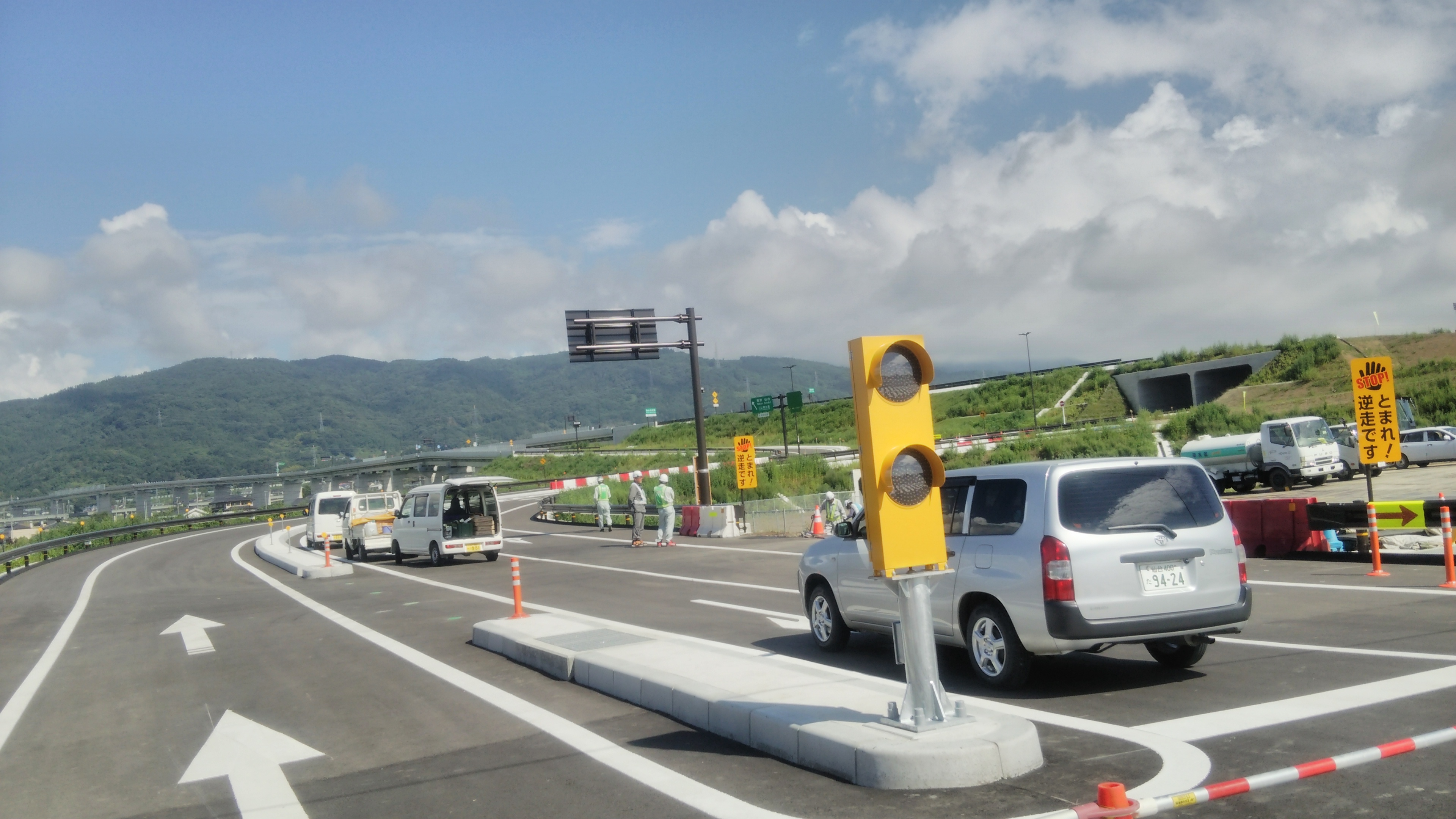
開通直前の入り口。トランペット型であることが確認できる。

伊達桑折インターチェンジ（だてこおりインターチェンジ）は、福島県伊達市にある東北中央自動車道（相馬福島道路）のインターチェンジである。

## 歴史
- 2020年（令和2年）
  - 6月30日 : IC名称が「国道4号IC（仮称）」から「伊達桑折IC」に正式決定[1]。
  - 8月2日 : 伊達桑折IC - 桑折JCT間開通に伴い、供用開始[1]。
- 2021年（令和3年）4月24日 : 霊山IC - 伊達桑折IC間開通[2]。

## 接続する道路

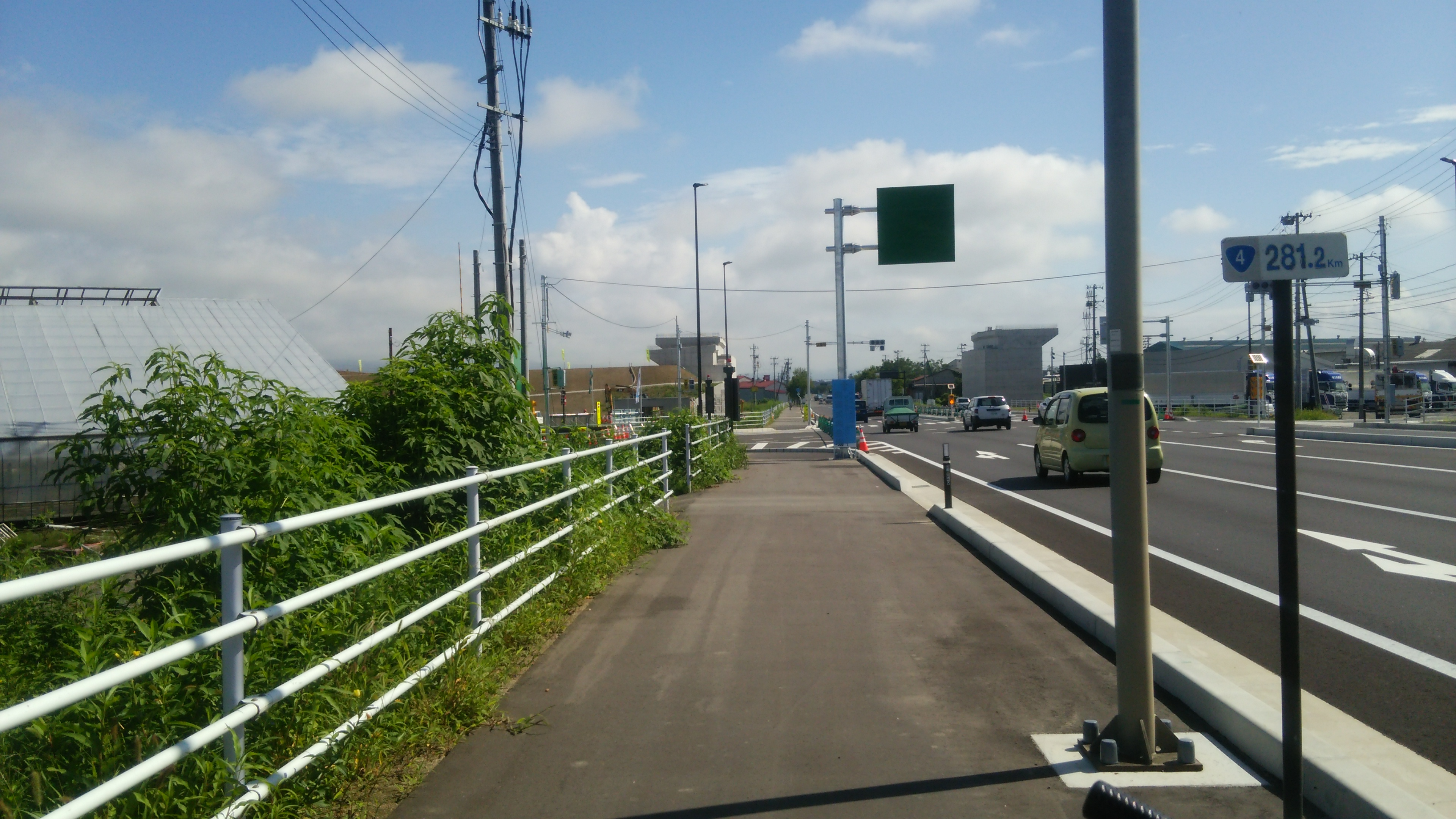
国道4号との交差部付近

- 国道4号（奥州街道）

## 周辺
- JR東日本東北本線 伊達駅
- イオンモール伊達（2026年下期オープン予定）[3][4]

## 料金所
当ICを含む相馬IC・桑折JCT間の東北中央自動車道（相馬福島道路）は国土交通省が管轄する無料区間であるため、当ICに料金所は設置されていない。相馬方面は相馬ICまで無料である。桑折JCT方面は東北自動車道に直通するため、本線上に桑折JCT料金所が設けられている。

## 隣
E13 東北中央自動車道（相馬福島道路）
(5) 伊達中央IC - (6) 伊達桑折IC - (22-1) 桑折JCT料金所 - (22-1) 桑折JCT